# 6 г. пр.н.е.
6 (шеста) година преди новата ера (пр.н.е.) е обикновена година, започваща в неделя или обикновена година, започваща в понеделник по юлианския календар.

## Събития

### В Римската империя
- Консули на Римската империя са Децим Лелий Балб и Гай Антисций Вет.
- Тиберий Клавдий Нерон е удостоен с трибунска власт (tribunicia potestas) и върховна власт (maius imperium proconsulare) над източните провинции, но скоро предпочита да се оттегли на остров Родос.[1][2]
- Публий Квинтилий Вар е назначен за управител на провинция Сирия на мястото на Гай Сентий Сатурнин.[2]

## Родени
- Исус Христос[notes 1][3]